# Tadeja Majerič
Tadeja Majerič (31 augustus 1990) is een tennisspeelster uit Slovenië. Zij begon op vijfjarige leeftijd met tennis. Haar favoriete ondergrond is hardcourt. Zij speelt rechtshandig en heeft een tweehandige backhand.

## Loopbaan

### Enkelspel
Majerič debuteerde in 2005 op het ITF-toernooi van Makarska (Kroatië). Zij stond in 2006 voor het eerst in een finale, op het ITF-toernooi van Zadar (Kroatië) – zij verloor van de Kroatische Ani Mijačika. In 2007 veroverde Majerič haar eerste titel, op het ITF-toernooi van Palić (Servië), door de Bulgaarse Biljana Pavlova te verslaan. In totaal won zij zeven ITF-titels, de laatste in 2013 in Lagos (Nigeria).
In 2006 kwalificeerde Majerič zich voor het eerst voor een WTA-hoofdtoernooi, op het toernooi van Portorož. Haar beste resultaat op de WTA-toernooien is het bereiken van de kwartfinale op het toernooi van Bakoe in 2013. Zij nam één keer deel aan een grandslamtoernooi, op de Australian Open in 2014.
Haar hoogste notering op de WTA-ranglijst is de 111e plaats, die zij bereikte in november 2013.

### Dubbelspel
Majerič was in het dubbelspel minder actief dan in het enkelspel. Zij debuteerde in 2005 op het ITF-toernooi van Herceg Novi (Montenegro). Zij stond in 2008 voor het eerst in een finale, op het ITF-toernooi van Makarska (Kroatië). In 2010 veroverde Majerič haar eerste titel, op het ITF-toernooi van Maribor (Slovenië), samen met landgenote Andreja Klepač, door het Russische duo Aleksandra Panova en Ksenija Pervak te verslaan. In totaal won zij vijf ITF-titels, de meest recente in september 2015 in Monterrey (Mexico).
In 2009 speelde Majerič voor het eerst op een WTA-hoofdtoernooi, op het toernooi van Portorož. Haar beste resultaat op de WTA-toernooien is het bereiken van de tweede ronde.

### Tennis in teamverband
Majerič nam enkele keren deel aan het Sloveense Fed Cup-team (2007, 2010, 2015). In 2010 won dit team de finale in hun regionale zone, waardoor zij mochten deelnemen aan de Wereldgroep II play-offs – zij wonnen, voor eigen publiek, hun promotiewedstrijd tegen Japan, waardoor Slovenië het jaar erna mocht deelnemen aan Wereldgroep II – Majerič was toen evenwel niet van de partij.
In 2015 speelde het Sloveense team in groep 2 van hun regionale zone. Zij wonnen alle (drie) groepswedstrijden (tegen respectievelijk Luxemburg, Finland en Ierland), maar verloren de promotiewedstrijd van het thuisspelende team van Estland.

## Posities op deWTA-ranglijst
Positie per einde seizoen:
| jaartal | ranking enkelspel | ranking dubbelspel |
| ------- | ----------------- | ------------------ |
| 2006    | 626               | 839                |
| 2007    | 581               | 620                |
| 2008    | 398               | 324                |
| 2009    | 291               | 923                |
| 2010    | 295               | 436                |
| 2011    | 279               | 308                |
| 2012    | 227               | 253                |
| 2013    | 113               | 398                |
| 2014    | 211               | 354                |

## Prestatietabel grandslamtoernooien
| Legenda | Legenda                          |
| ------- | -------------------------------- |
| g.t.    | geen toernooi gehouden           |
| l.c.    | lagere categorie                 |
| –       | niet deelgenomen                 |
| G       | uitgeschakeld in de groepsfase   |
| 1R      | uitgeschakeld in de eerste ronde |
| 2R      | uitgeschakeld in de tweede ronde |
| 3R      | uitgeschakeld in de derde ronde  |
| 4R      | uitgeschakeld in de vierde ronde |
| KF      | uitgeschakeld in de kwartfinale  |
| HF      | uitgeschakeld in de halve finale |
| F       | de finale verloren               |
| W       | het toernooi gewonnen            |
| w-v     | winst/verlies-balans             |

### Enkelspel
| Toernooi        | 2014 |
| --------------- | ---- |
| Australian Open | 1R   |
| Roland Garros   | –    |
| Wimbledon       | –    |
| US Open         | –    |